# 福岡聡
福岡 聡（ふくおか さとし、1965年4月3日 - ）は、日本の実業家。りそなホールディングス執行役グループ戦略部（埼玉りそな銀行経営管理）担当、埼玉りそな銀行代表取締役社長。

## 人物・略歴
- 1965年 - 埼玉県騎西町（現・加須市）出身。
- 1984年 - 埼玉県立不動岡高等学校卒業。
- 1989年 - 早稲田大学政治経済学部卒業、埼玉銀行入行。
- 2004年 - 埼玉りそな銀行企画部次長。
- 2005年 - 同行経営管理部グループリーダー。
- 2008年 - 同行鶴ヶ島支店長。
- 2010年 - 同行経営管理部グループリーダー。
- 2013年 - 同行営業サポート統括部長。
- 2015年 - りそなホールディングス取締役兼代表執行役財務部長。
- 2020年 - 埼玉りそな銀行代表取締役社長[1][2][3]。